# Pterostylis depauperata
Pterostylis depauperata är en orkidéart som beskrevs av Frederick Manson Bailey. Pterostylis depauperata ingår i släktet Pterostylis och familjen orkidéer. Inga underarter finns listade i Catalogue of Life.